# Role-playing game em Portugal
A chegada do Role-playing game em Portugal se deu em 1989, quando foi lançada a primeira versão de Dungeons & Dragons pela Sociedade Tipográfica S.A, a Publicações Europa-América lançou a série literária Dragonlance,, a série de livros-jogos Endless Quest (com o título Aventura sem fim), a série de livros-jogos Fighting Fantasy também foi lançada com o mesmo título que no Brasil,  Aventuras Fantásticas e foi publicada pela Verbo Editorial em meados da década de 1990 e início da década de 2000, a filial portuguesa da Devir também investiu no hobby no país, porém, optou por publicar livros já traduzidos em português do Brasil, a iniciativa não foi bem sucedida e atualmente, a editora não publica RPGs no país, embora publique jogos de cartas colecionáveis e de tabuleiro.